# Ammonite (pel·lícula)
Ammonite és una pel·lícula de drama romàntic de 2020 escrita i dirigida per Francis Lee. La pel·lícula està inspirada en la vida de la palentòloga britànica Mary Anning, interpretada per Kate Winslet, i se centra en la seva relació romàntica amb Charlotte Murchison, interpretada per Saoirse Ronan.
Es va estrenar al Festival Internacional de Cinema de Toronto l'11 de setembre de 2020.

## Argument
A l'Anglaterra de 1840, la palentòloga Mary Anning rep la visita d'un home ric que li explica que la seva esposa, Charlotte Murchison, pateix malenconia i li demana ajuda perquè recuperi l'interès per la vida.
Vol que porti Charlotte a la platja cada dia com la seva aprenent perquè li ensenyi el que hi troba. Encara que Mary no n'està convençuda necessita els diners que li ofereix per ajudar la seva mare. Charlotte tampoc n'està convençuda però acaba agafant interès pel treball de Mary. La seva amistat s'acaba convertint en un idil·li que fa que Charlotte vulgui abandonar la seva antiga vida.

## Repartiment
- Kate Winslet com a Mary Anning
- Saoirse Ronan com a Charlotte Murchison[3]
- Fiona Shaw com a Elizabeth Philpot
- Gemma Jones com a Molly Anning
- James McArdle com a Roderick Murchison
- Alec Secăreanu com a Dr. Lieberson
- Claire Rushbrook com a Eleanor Butters